# Mohammed bin Zayed al Nahyan
Mohammed bin Zayed bin Sultan Al Nahyan (în arabă: محمد بن زايد بن شيطان آل نهيان; n. 11 martie 1961), este actualul emir al Abu Dhabiului și președintele Emiratelor Arabe Unite. A fost numit prinț moștenitor adjunct al emiratului de către tatăl său Sheikh Zayed bin Sultan Al Nahyan în noiembrie 2003, iar un an mai târziu, după decesul acestuia și alegerea fratelui său mai mare ca emir și președinte al statului, a devenit prinț moștenitor deplin, demnitate în care s-a aflat timp de 18 ani, din noiembrie 2004 până în mai 2022. La 13 mai 2022, fratele său mai mare, Sheikh Khalifa bin Zayed Al Nahyan, a decedat, Mohammed succedându-l ca emir în aceeași zi, pentru ca a doua zi, pe 14 mai 2022, să fie ales în unanimitate de către Consiliul Federal Suprem ca Președinte al Emiratelor Arabe Unite. 
Mohammed bin Zayed este unul dintre cei mai influenți lideri mondiali și cel mai influent lider din lumea arabă. Este un actor politic foarte activ ,atât acasă, cât și în afara granițelor, o personalitate foarte respectată, implicată în ample acțiuni umanitare, și este recunoscut ca fiind un mare filantrop.

## Viață personală
Mohammed bin Zayed este căsătorit din 1981 cu Sheikha Salama bint Hamdan bin Mohammed Al Nahyan și au împreună nouă copii.